# 泊懋
泊 懋（とまり つとむ、1930年9月30日 - ）は、日本の実業家。元東映アニメーション代表取締役社長、元東映副社長。

## 経歴
東京都新宿区出身。1955年、慶應義塾大学文学部卒業後、東映入社、自ら希望し東映東京撮影所助監督部に配属された。初仕事は1956年、高倉健のデビュー作『電光空手打ち』でのカチンコ係。過酷な撮影現場にたちまち身体を壊して1年余りで本社計画本部に異動。映倫審査係に配属され、2年後本社企画本部芸文課（脚本課）に異動して、ここで捨てかけられていた『謀反』（『十七人の忍者』）を読み、映画化を進言。これが「東映集団抗争時代劇」を生む切っ掛けとなった。1965年、テレビ部に異動し、25年以上在籍し、テレビ事業部長（常務）を務めた。在任中に『丸出だめ夫』、『仮面ライダー』、『清水次郎長』、『新選組』、『吉田茂』、『特捜最前線』、『服部半蔵 影の軍団』、『暴れん坊将軍』、『HOTEL』などを企画した。『暴れん坊将軍』の主役には松平健を泊が抜擢したという。
1982年東映取締役、1990年常務取締役。1992年、岡田茂東映社長から「お前、動画の社長やれ」と命じられ、1993年、東映動画代表取締役社長に就任。同時期に『美少女戦士セーラームーン』が大当たりを取り、版権収入などで東映動画の売り上げが大きく伸びた。18年以上東映動画の社長を務めた今田智憲の在任最終年に復活させた新卒社員採用を継続して行い、併せて1995年に人材育成のための教育機関・東映アニメーション研究所を設立した。細田守らは泊の社長在任時に採用したもの。マーチャンダイズや、自社開発、イベント事業、海外販売、デジタル推進といった今田路線を継承し、泊社長在任中にこれらを伸長させた。1996年から1998年まで東映副社長。1998年、東映動画から東映アニメーションに社名を変更し、2000年、同社を株式上場した。2004年同社会長、その後相談役を務めた。2002年5月、日本動画協会初代理事長。高岩淡らと長く岡田体制を支え、岡田名誉会長死去1年後の2012年に高岩らとともに相談役を退いた。